# 大田正紀
大田 正紀（おおた まさき、1949年 - ）は、日本近代文学研究者、梅花女子大学教授。
三重県紀北町生まれ。1974年関西学院大学日本文学科卒。80年同大学院博士課程満期退学、聖和大学助手、81年専任講師、86年助教授、87年梅花短期大学日本語表現科助教授、98年教授、2004年梅花女子大学文化表現学部日本文化創造学科教授。
近現代日本文学とキリスト教の関係を研究している。

## 著書
- 『近代日本文芸試論 透谷・藤村・漱石・武郎』桜楓社　1989
- 『日本文学のなかの聖書』いのちのことば社　1993
- 『文章表現』編　桜楓社　1993
- 『高貴なる人間の姿形 近代文学と<神>』彼方社　1995
- 『近代日本文芸試論 2 (キリスト教倫理と恩寵)』おうふう　2004
- 『祈りとしての文芸 三浦綾子・遠藤周作・山本周五郎・有島武郎』日本キリスト改革派西部中会文書委員会　2006

## 参考
- J-GLOBAL: